# Atrichopogon tuberculatus
Atrichopogon tuberculatus är en tvåvingeart som först beskrevs av Ewen och Saunders 1948.  Atrichopogon tuberculatus ingår i släktet Atrichopogon och familjen svidknott. Inga underarter finns listade i Catalogue of Life.